# 유럽 주니어 태권도 선수권 대회
유럽 주니어 태권도 선수권 대회(영어: European Taekwondo Junior Championships)은 유럽 태권도 연맹에서 주관으로 1978년에 처음 개최된 국가 대항 태권도 대회이다. 유럽 태권도 연맹 회원국들이 참여하는 연령 제한을 뒀으며 2년 주기로 진행되고 있다.

## 같이 보기
- 유럽 태권도 선수권 대회
- 세계 주니어 태권도 선수권 대회